# Эксплорер-4
«Эксплорер-4» (англ. Explorer-IV — Исследователь) — американский искусственный спутник Земли (ИСЗ), запущенный 26 июля 1958 года. Спутник предназначался для исследования радиационных поясов Земли и влияния ядерных взрывов на эти пояса.
Аппаратура состояла из двух датчиков Гейгера — Мюллера и двух передатчиков. Датчики и передатчики перестали работать в сентябре—октябре 1958 года из-за преждевременного истощения бортовых аккумуляторов.